# 安吉斯特里岛
安吉斯特里岛（希臘語：Αγκίστρι）是希臘的島嶼，位於萨罗尼科斯湾，屬於萨罗尼科斯群岛的一部分，長6公里、寬3公里，面積13.367平方公里，最高點海拔高度294米，2021年人口1,131。
行政上该岛隶属于阿提卡大區岛屿专区的安吉斯特里市镇。除安吉斯特里岛之外，同名市镇还包括该岛附近的数个小岛。该岛的最大聚居地为迈加洛霍里（Μεγαλοχώρι）。

## 图集

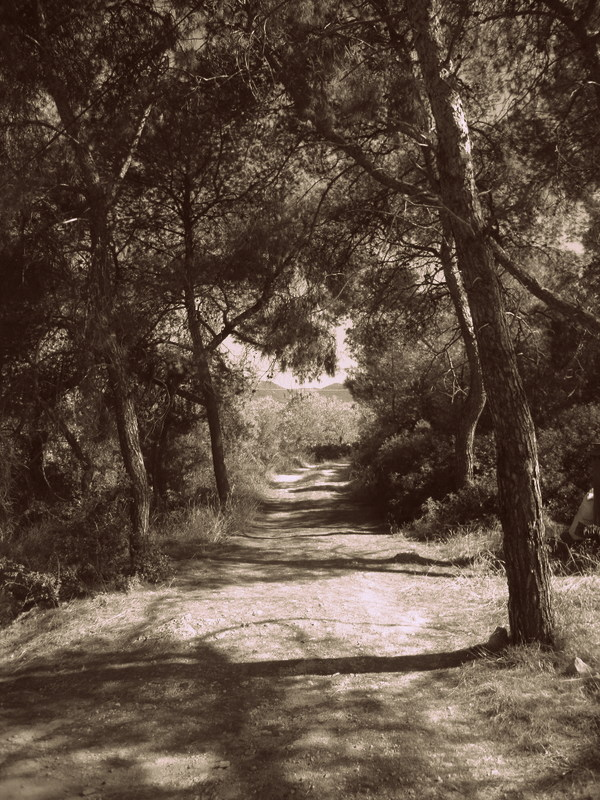
松林小径
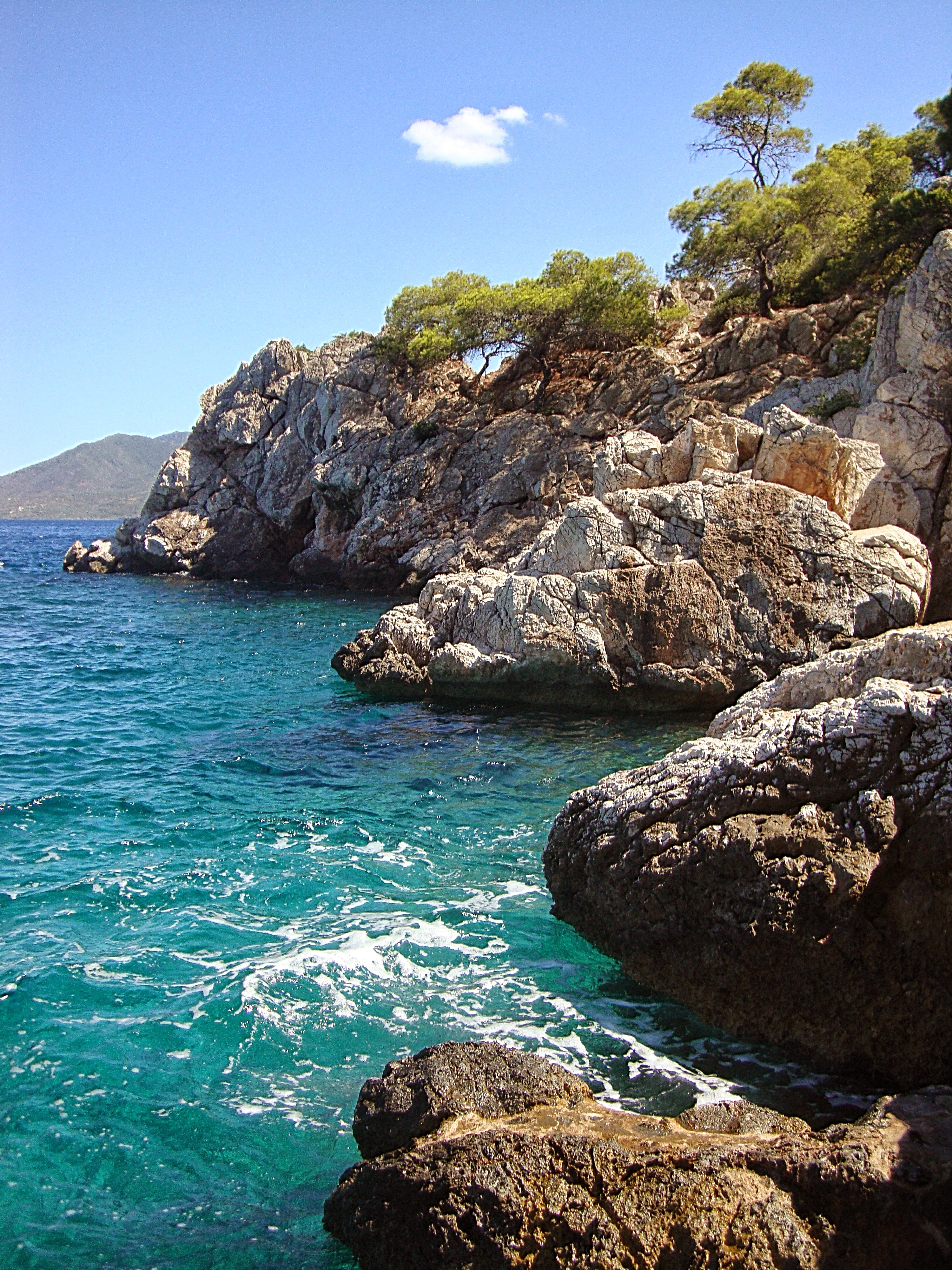
东南海岸
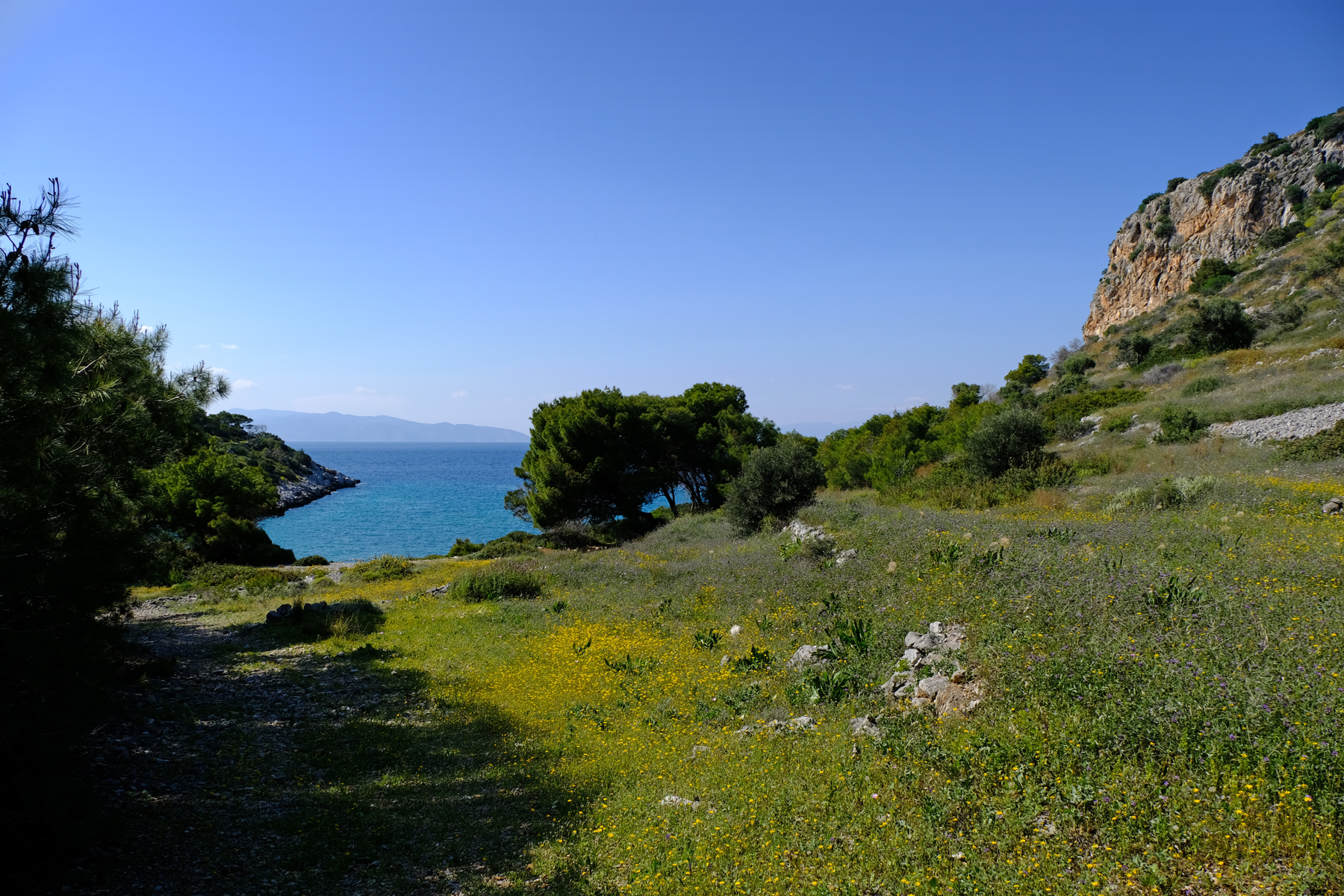
西海岸边的海湾
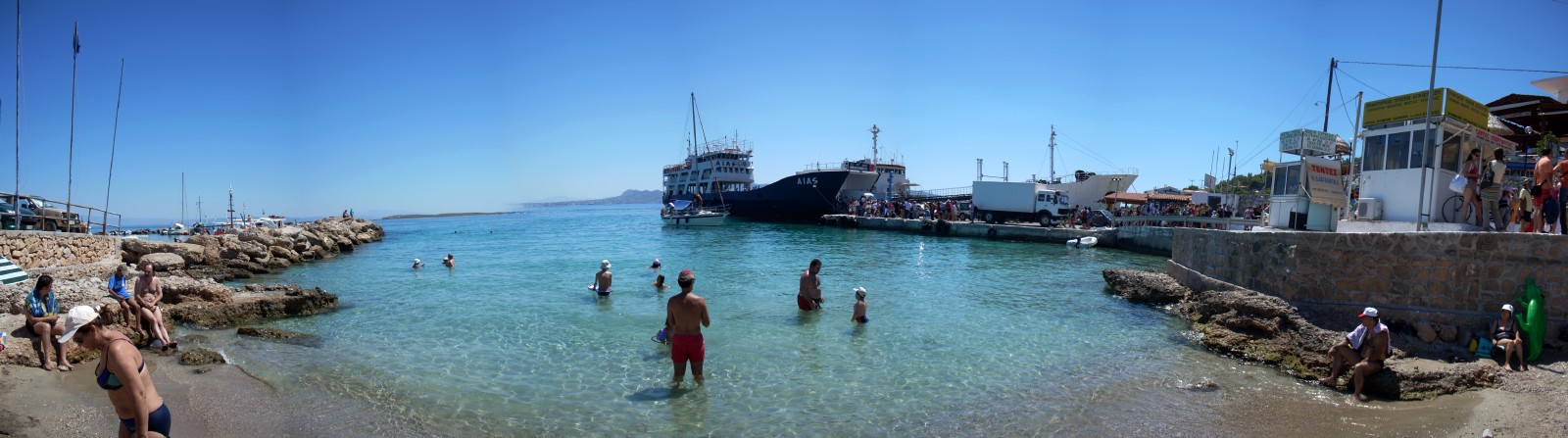
斯卡拉村的海滩和港口
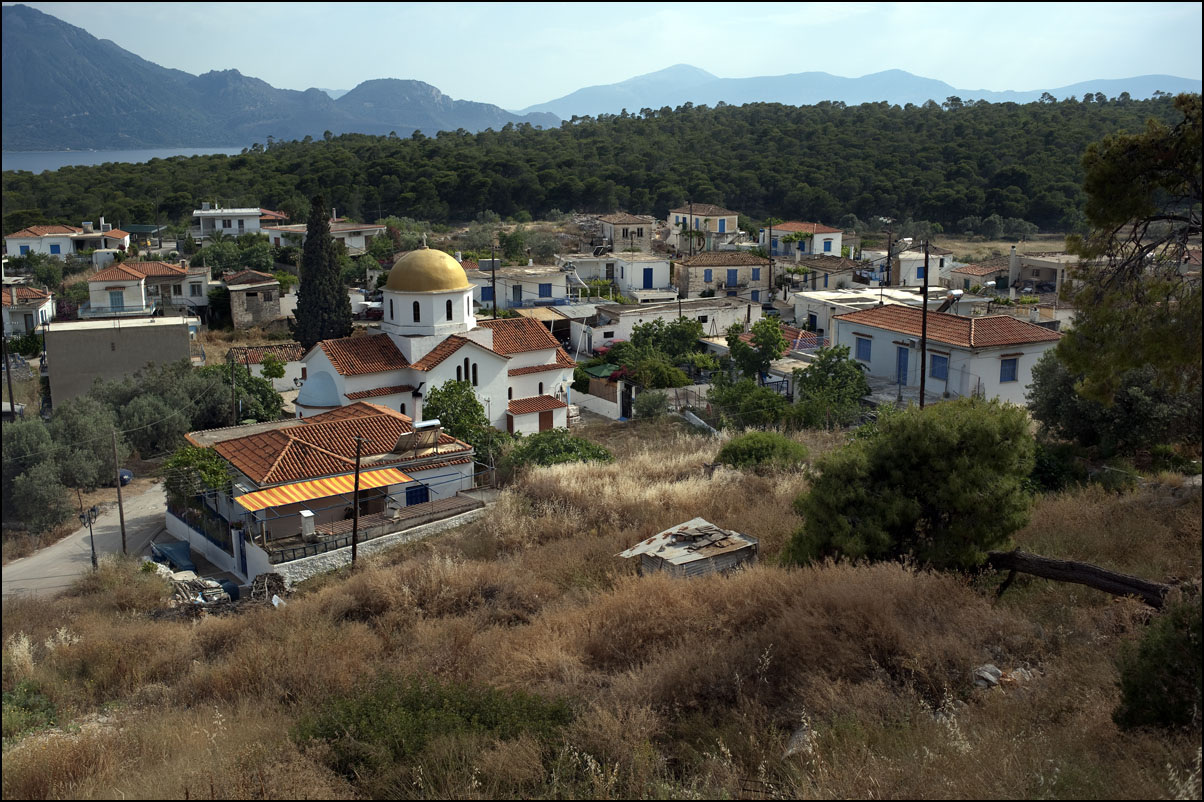
利梅纳里亚村
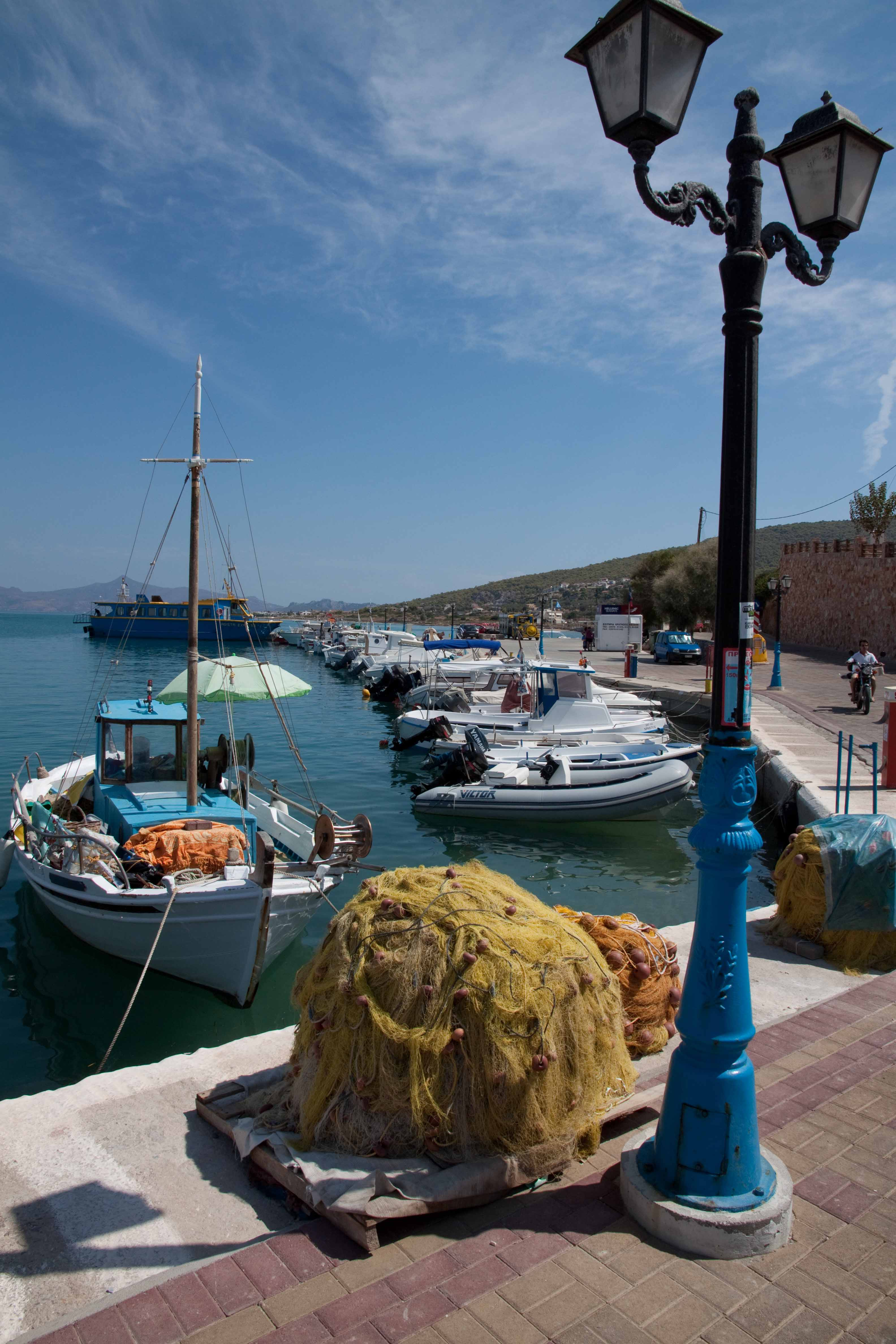
迈加洛霍里村的渔船和渔网
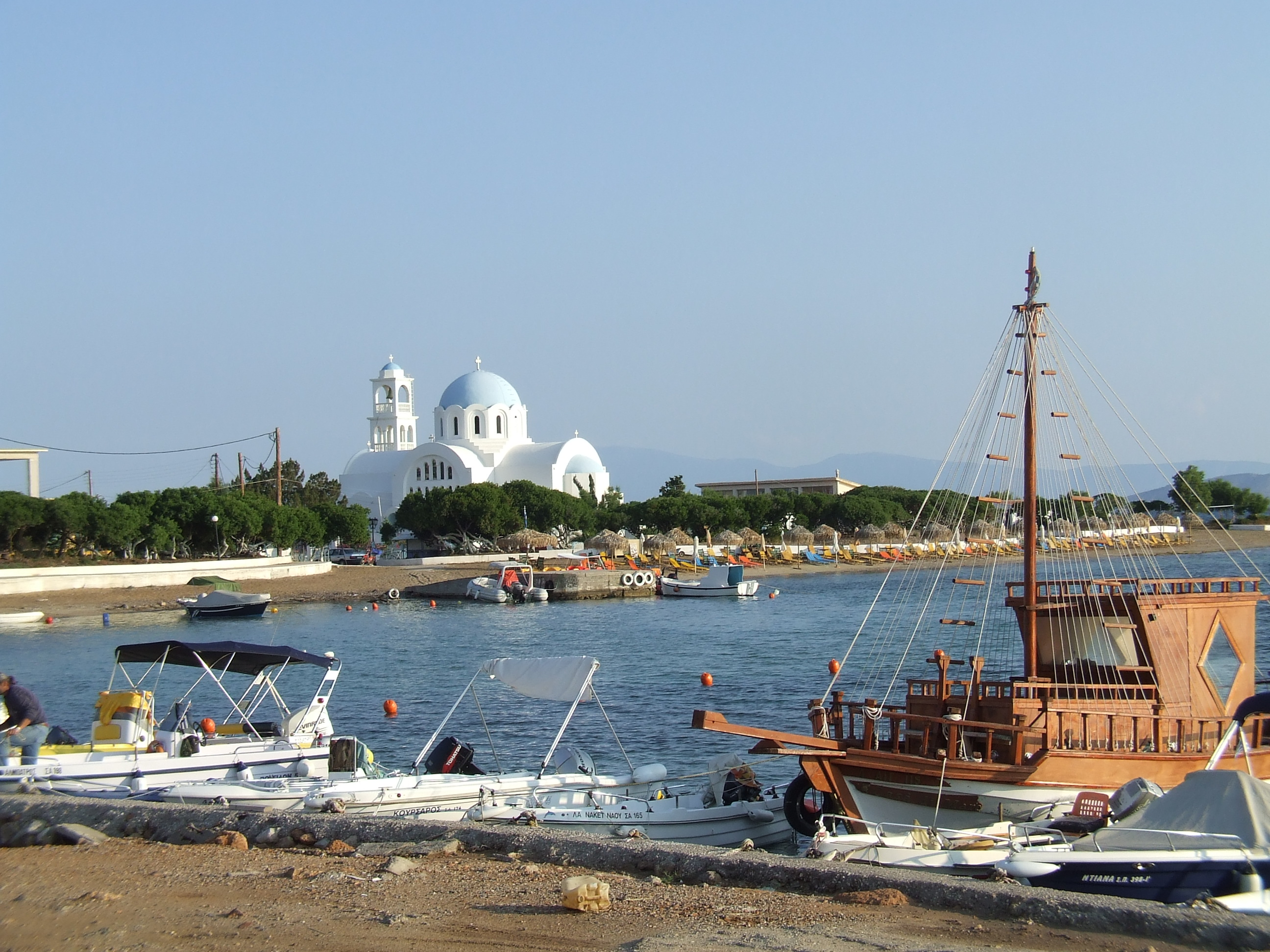
斯卡拉村的教堂
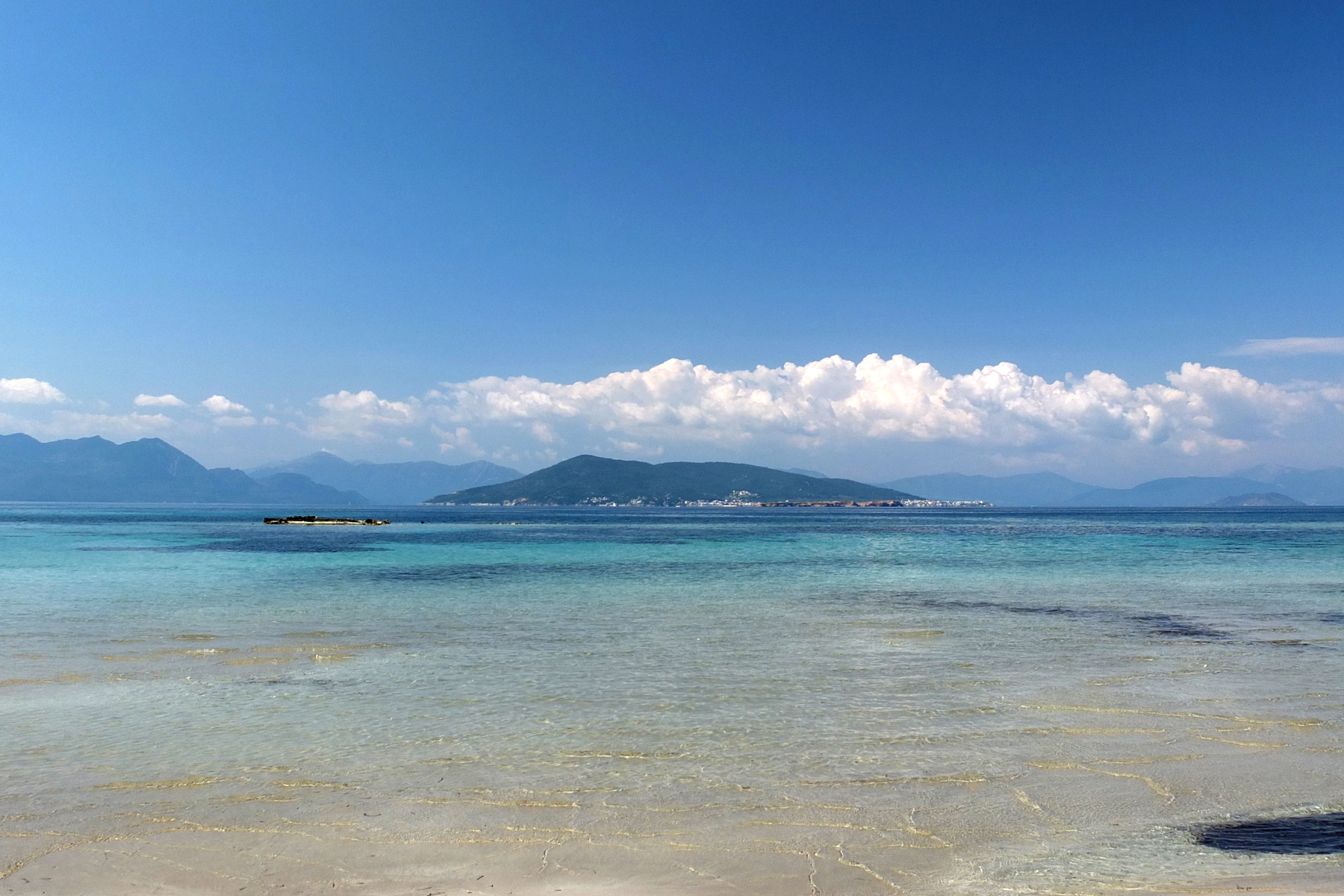
从埃伊納島眺望安吉斯特里岛
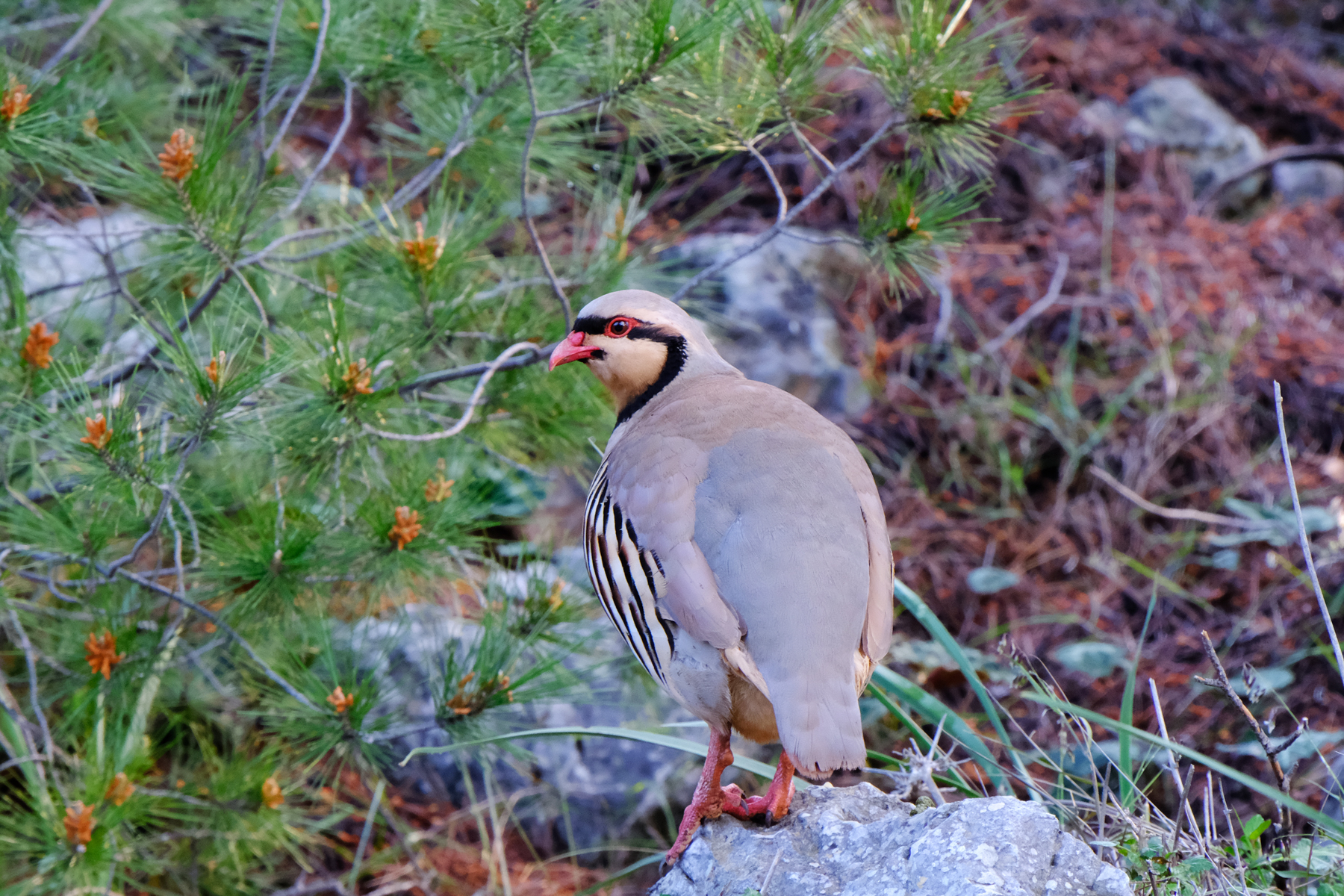
石鸡
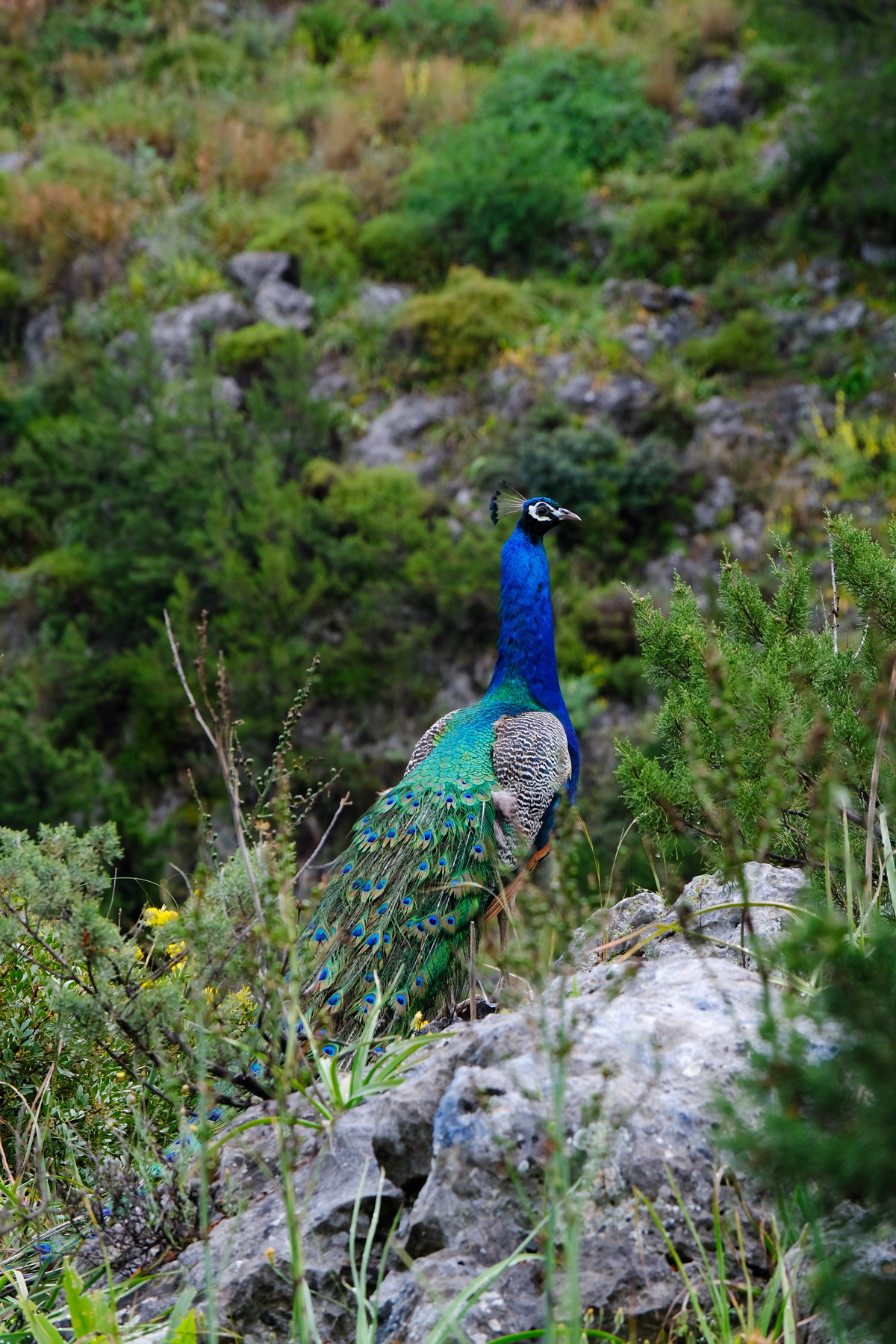
孔雀
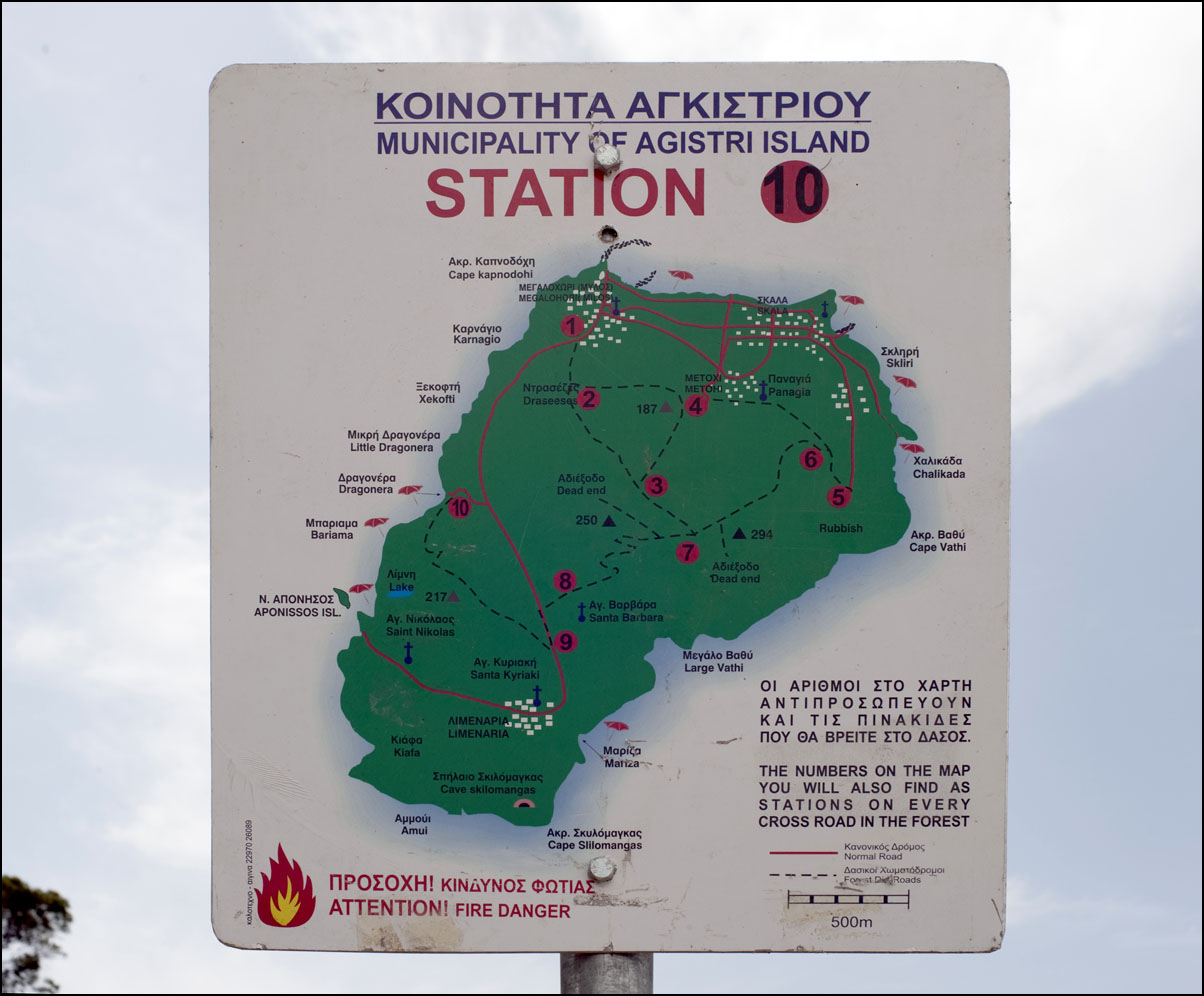
防火牌上的地图
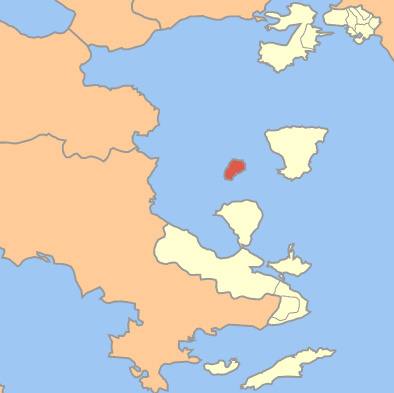
该岛在附近地区的位置图
岛旗